# Eparchia di Barentù
L'eparchia di Barentù (in latino Eparchia Barentuana) è una sede della Chiesa cattolica eritrea suffraganea dell'arcieparchia di Asmara. Nel 2022 contava 55.000 battezzati su 1.042.000 abitanti. È retta dall'eparca Thomas Osman, O.F.M.Cap.

## Territorio
L'eparchia comprende le regioni di Anseba e Gasc-Barca in Eritrea. L'eparchia è di rito alessandrino, ma poiché in Eritrea non ci sono diocesi di rito latino né di altri riti, la giurisdizione si estende a tutti i cattolici.
Sede eparchiale è la città di Barentù, dove si trova la cattedrale di San Michele.
Il territorio è suddiviso in 14 parrocchie.

## Storia
L'eparchia è stata eretta il 21 dicembre 1995 con la bolla Quia opportunum di papa Giovanni Paolo II, ricavandone il territorio dall'eparchia di Asmara (oggi arcieparchia).
Inizialmente suffraganea dell'arcieparchia di Addis Abeba, nel 2015 è entrata a far parte della Chiesa cattolica eritrea della quale è sede metropolitana l'arcieparchia di Asmara.

## Cronotassi dei vescovi
Si omettono i periodi di sede vacante non superiori ai 2 anni o non storicamente accertati.
- Luca Milesi, O.F.M.Cap. † (21 dicembre 1995 - 4 ottobre 2001 ritirato)
- Thomas Osman, O.F.M.Cap., dal 4 ottobre 2001

## Statistiche
L'eparchia nel 2022 su una popolazione di 1.042.000 persone contava 55.000 battezzati, corrispondenti al 5,3% del totale.
| anno | popolazione | popolazione | popolazione | presbiteri | presbiteri | presbiteri | presbiteri                | diaconi | religiosi | religiosi | parrocchie |
| anno | battezzati  | totale      | %           | numero     | secolari   | regolari   | battezzati per presbitero | diaconi | uomini    | donne     | parrocchie |
| ---- | ----------- | ----------- | ----------- | ---------- | ---------- | ---------- | ------------------------- | ------- | --------- | --------- | ---------- |
| 1999 | 37.000      | 558.490     | 6,6         | 33         | 2          | 31         | 1.121                     |         | 33        | 19        | 8          |
| 2000 | 37.000      | 558.490     | 6,6         | 18         | 2          | 16         | 2.055                     |         | 17        | 22        | 10         |
| 2001 | 37.000      | 558.490     | 6,6         | 18         | 2          | 16         | 2.055                     |         | 17        | 22        | 10         |
| 2002 | 36.536      | 590.000     | 6,2         | 21         | 2          | 19         | 1.739                     |         | 20        | 22        | 10         |
| 2003 | 37.356      | 559.956     | 6,7         | 21         | 2          | 19         | 1.778                     |         | 20        | 21        | 11         |
| 2004 | 37.929      | 600.000     | 6,3         | 21         | 3          | 18         | 1.806                     |         | 20        | 24        | 11         |
| 2006 | 39.077      | 677.377     | 5,8         | 25         | 4          | 21         | 1.563                     |         | 24        | 26        | 11         |
| 2007 | 39.859      | 702.000     | 5,7         | 28         | 6          | 22         | 1.423                     | 1       | 26        | 26        | 11         |
| 2008 | 40.794      | 718.500     | 5,7         | 25         | 4          | 21         | 1.631                     |         | 28        | 28        | 13         |
| 2010 | 42.136      | 741.000     | 5,7         | 26         | 3          | 23         | 1.620                     |         | 24        | 20        | 13         |
| 2015 | 45.580      | 789.121     | 5,8         | 27         | 7          | 20         | 1.688                     |         | 22        | 35        | 13         |
| 2018 | 49.785      | 941.850     | 5,3         | 27         | 7          | 20         | 1.843                     |         | 23        | 34        | 13         |
| 2020 | 52.300      | 990.820     | 5,3         | 27         | 6          | 21         | 1.937                     |         | 22        | 36        | 14         |
| 2022 | 55.000      | 1.042.000   | 5,3         | 28         | 7          | 21         | 1.964                     |         | 22        | 36        | 14         |